# Меметов Ремзі Шевкайович
Меметов Ремзі Шевкайович (нар. 9 вересня 1966 р.) — кримськотатарський політв'язень. Засуджений російською владою за причетність до діяльності «Хізб ут-Тахрір».

## Життєпис
Народився 9 вересня 1966 р. у м. Чкаловськ (теперішній Бустон Согдійської області Таджикистану).
У 1983 р. Ремзі Меметов вступив до Омського автодорожнього інституту, який він закінчив у 1988 р. з дипломом інженера-механіка автотранспорту.
У 1995 р. сім'я Меметових повернулася до Криму. Ремзі не зміг влаштуватися за спеціальністю і був змушений перекваліфікуватися на кухаря. Він брав участь у підготовці та проведенні мусульманських свят у Бахчисараї. Його також запрошували куховарити на різних сімейних урочистостях.  

## Кримінальне переслідування російською окупаційною владою
В рамках переслідування членів «Хізб ут-Тахрір» 12 травня 2016 р. до будинку Ремзі Меметова увірвався російський слідчий з 15 спецпризначенцями. Спочатку Ремзі запитали, чи знає він Енвера Мамутова, якого заарештували в той же день, а потім пред'явили ордер на обшук. В результаті обшуку було вилучено диски, тканину з арабською в'яззю та реквізити банківського рахунку одного з прихожан мечеті, який має інвалідність і якому збирали допомогу. Був складений протокол обшуку, однак постанови про затримання Ремзі Меметова пред'явлено не було. Дружина Ремзі Ельміра розповідає: 
«Мені сказали: не переживайте, ми його на 15 хвилин заберемо, візьмемо показання і відпустимо. Ми вирішили навіть, що вони сюди в наше відділення проїдуть, а його повезли до Сімферополя і вже на наступний день по суду заарештували. Я навіть попрощатися не встигла». 
Російська окупаційна влада звинуватила Ремзі Меметова в «участі в діяльності терористичної організації» (ч. 2 ст. 205.5 Кримінального кодексу Російської Федерації) та «підготовці до насильницького захоплення влади організованою групою за попередньою змовою» (ч. 1 ст. 30 та ст. 278 Кримінального кодексу РФ).
Меметов на інші фігуранти так званої першої Бахчисарайської групи «справи Хізб ут-Тахрір» (Енвер Мамутов, Рустем Абільтаров, Зеврі Абсеїтов) два роки утримувалися у Сімферопольському СІЗО. У травні 2018 р. усіх чотирьох етапували до СІЗО у Ростові-на-Дону.
29 грудня 2016 р. син Ремзі Дилявер Меметов повідомив, що його батька відправили на проходження примусової психіатричної експертизи до Сімферопольської психіатричної лікарні № 1. Водночас Дилявер заявив, що у батька діагностували артроз і гіпертонічну хворобу другого ступеня і що ці хвороби прогресують через відсутність лікування й медикаментів у СІЗО.
4 грудня 2018 р. журналіст Антон Наумлюк повідомив, що Ремзі Меметова помістили у спецблок Ростовського СІЗО без роз'яснення причин. Наумлюк припускає, що адміністрація СІЗО отримала розпярдження «згори» погіршити умови утримання фігурантам «справи Хізб ут-Тахрір». Напередодні у спецблок СІЗО помістили Енвера Мамутова і Рустема Абільтарова.  
24 грудня 2018 р. Північно-Кавказький окружний військовий суд у Ростові-на-Дону виніс вирок фігурантам першої Бахчисарайської групи «справи Хізб ут-Тахрір». Ремзі Меметова засудили до 9 років колонії суворого режиму.
Після подачі апеляції сторони захисту 11 липня 2019 р. Верховний Суд РФ скоротив термін ув'язнення Меметову на три місяці — до 8 років і 9 місяців.
У вересні 2019 р. Ремзі Меметова разом з Енвером Мамутовим етапували до колонії суворого режиму № 11, що у Ставрополі.

## Родина
Ремзі Меметов одружився у 1992 р. (дружина Ельміра). Подружжя має двох синів — Дилявер (1993 р.н.) та Ескендер (1997 р.н.). Дилявер Меметов є координатором «Кримської солідарності» — об'єднанням родичів кримських політв'язнів.